# Бузок широколистий
Бузок широколистий (Syringa oblata) — чагарник чи деревце, вид роду бузок (Syringa) родини маслинових (Oleaceae).

## Ботанічний опис
Чагарник чи деревце заввишки 2—3 м. Крона кулястої форми, розлога. Гілки прямостоячі, міцні, гладкі. Однорічні пагони голі, циліндричної форми, жовто-сірого або червонувато-сірого кольору, з дрібними сочевичками. Молоді пагони спочатку рідко запушені, потім стають голими і набувають червонувато-зеленого відтінку. Бруньки загострені, голі.
Листки завдовжки 6—8 (до 10) см і завширшки 5—7 см, округло-серцюватої або округло-яйцюватої форми, різко звужуються на верхівці, вістря короткі і дещо скошені; основа листа серцювата, зрізана або широко клинцювата; молоде листя бронзувате, пізніше набуває глянцево-зеленого кольору з обох сторін, знизу трохи світліше, восени червоне, голе.
Суцвіття вузько-яйцюватої або конічної форми, завдовжки 6—12 см і завширшки 4—5 см, виходять з однієї, іноді двох-трьох пар бічних верхніх бруньок. Вісь суцвіття, чашка і квітконіжка з тонким залозистим запушенням. Бутони кармінно-рожеві. Чашечка довжиною до 2 мм, дзвінчаста, злегка залозиста. Трубка віночка циліндричної форми, завдовжки 10—15 мм і в діаметрі 0,8—1,5 мм. Пелюстки зворотнояйцюватої або вузько-яйцюватої форми, завдовжки 8—9 мм і завширшки 4—5 мм, загострені на верхівці, блідо-пурпурового або фіолетового-лілового кольору, запашні.
Плід — коробочка завдовжки 1,5—2 см і завширшки 0,4—0,5 см, завтовшки 0,25 см, гладка, гола, блискуча. Цвітіння триває з кінця квітня по травень. Плодоносить у серпні й вересні.

## Поширення
Поширений в Китаї — провінції Ганьсу, Хубей, Хенань, Гирин, Ляонін, Цинхай, Шаньсі, Шаньдун та Сичуань і в Кореї.